# Vinjerac
Vinjerac je naselje u sustavu Općine Posedarje, u Zadarskoj županiji. Smješten je na poluotočiću u jugoistočnom dijelu Velebitskog kanala, u Hrvatskoj.

## Uprava
- Ivica Klanac, načelnik Općine Posedarje.[4]
- Leonardo Rončević, pročelnik Jedinstvenog upravnog odjela Općine Posedarje.[5]

## Povijest
Prostor Vinjerca naseljen je od prapovijesnih vremena. Ruševine Liburnskog lokaliteta na Oraškoj (Lergovoj) gradini te grobni humci i špilje to potvrđuju. Na Oraškoj gradini su još vidljivi ostaci prapovijesnog i antičkog naselja s temeljima zidova, zgrada, akropole. Do početka 15. stoljeća na vinjeračkom rtu nalazio se pavlinski samostan s crkvom sv. Marka. Domaći monasi su u rimokatoličkoj liturgiji upotrebljavali starohrvatski jezik i hrvatsku glagoljicu. Cijeli prostor naselja pripadao je srednjovjekovnoj županiji Luci u Hrvatskom Kraljevstvu, a kasnije Hrvatsko-Ugarskom Kraljevstvu. Samostan je srušila 1416. godine Mletačka Republika koja je nakon prodaje Dalmacije 1409. zavladala  dalmatinskim komunama uzduž hrvatske obale, no crkva je preživjela do kraja 19. stoljeća. Podrijetlo imena Vinjerac povezuje se s mletačkim nazivom Kaštel Venier (Castel Venier) iz 15. st. Castrum Slivnice i Kaštel Rimanić također su bili nazivi Vinjerca. Članovi plemenitaške mletačke obitelji Veniera, ženidbenim vezama sa starom zadarskom plemićkom obitelji Matafara, postali su posjednici Vinjerca. Prostor istočno od naselja pripadao je hrvatskoj plemenitaškoj obitelji Posedarskih. Od početka 16. st. započeli su jaki osmanski napadi. Vinjerac je zaposjednut od osmanskih snaga 1570., ali su ga već sljedeće godine Mlećani vratili i srušili da ne bi postao osmanska strateška točka. Kada su osmanski napadi oslabili, luka je obnovljena, a izgrađena je i nova rimokatolička crkva Sv. Ante Padovanskoga, vjerojatno 1652., kasnije 1846. temeljito rekonstruirana. Priložen je popis od 70 župnika od 16. st. do danas, kao i 14 svećenika rodom Vinjerčana. Do početka 19. st. župa Vinjerac-Slivnica-Seline postojala je kao dio Ninske biskupije. Godine 1826. Vinjerac je postao samostalna župa, statističko naselje i mjernička općina. Dvije godine iza toga, Ninska biskupija pripojena je Zadarskoj nadbiskupiji, tako je i Vinjerac, sa Ždrilom i Vučijacima postao njezin dio. U razdobljima mletačke, prve austrijske, francuske i druge austrijske uprave, Vinjerac je pripadao općini Novigrad i Kotaru Zadar. Prometne i trgovačke veze bile su oskudne sve do polovice 19. st. kada je uređena nova luka s lukobranom (1856.) i kada je započeo razvoj lokalne jedrenjačke flote. Razlog tome je mali probitak od poljodjelstva. Oblik lokalnog pomorskog prijevoza bio je prijevoz stoke iz Ravnih kotara prema Velebitu, Ličkoj i Krbavskoj regiji. Tako je sredinom 19. st. postojala mala flota od 20 – 30 većih jedrenjaka (bracere, škune, peligi (kuteri), brikovi i sl.). Početkom 20. st. mjesna flota bila je financijski uništena jer nije bilo dovoljno kapitala za prilagodbu novim uvjetima. Ribarstvo je također bilo važno u Vinjercu, posebno u 19. i početkom 20. st. Poslije Prvog i Drugog svjetskog rata, započeo je jak proces ekonomske emigracije. 

## Obrazovanje
U Vinjercu je 1994. zatvorena škola, a ostala je samo jedna u Ždrilu kojoj također prijeti zatvaranje.

## Uprava
Upravno je Vinjerac pripadao općini Novigrad do iza kraja Drugog svjetskog rata. Kasnije je Vinjerac kratkotrajno imao vlastitu općinu, a od 1952. do 1961. pripadao je općini Posedarje, zatim je bio u sastavu općine Zadar do 1993., a otada ponovno je dio općine Posedarje. Ždrilo se 2011. izdvojilo iz Vinjerca. 

## Stanovništvo
| broj stanovnika | 377   | 462   | 574   | 728   | 831   | 866   | 900   | 768   | 627   | 597   | 512   | 483   | 328   | 273   | 265   | 189   | 173   |
|                 | 1857. | 1869. | 1880. | 1890. | 1900. | 1910. | 1921. | 1931. | 1948. | 1953. | 1961. | 1971. | 1981. | 1991. | 2001. | 2011. | 2021. |

## Gospodarstvo
Ograničena poljodjelska aktivnost vezana je za agrarne površine (masline, žitarice, smokve, loza). Uzgoj stoke još je razvijen na krškim pašnjačkim kamjenarama kod Vučijaka premda je polako nazadovao nakon Drugog svjetskog rata. Od uzgoja ovaca i koza stanovništvo dobiva vunu, kožu, meso, sir i mlijeko, ali blago se najviše živo prodaje.
Život mještana oduvijek je bio vrlo težak. Gospodarstvo se najviše vezalo za pomorstvo i ribarstvo. Potrebna promjena postojećeg stanja sastojala bi se u oživljavanju prostora koja bi se osnivalo na vrednovanju njegovih potencijala u turizmu i poljoprivredi (ovčarstvo, proizvodnja pršuta, jaja i sl.), što nije moguće provesti prije nego novi vodoopskrbni sustav bude zgotovljen. 
Vinjeračka luka ima istaknuto lokalno značenje jer je jedini sigurni zaljev između Paškog zaljeva i luke Novigrad.
Katastarska općina Vinjerac zauzima 7,55 km2 što otprilike uključuje tek polovicu statističkog područja, a drugi dio prostora naselja je uključen u katastarsku općinu Posedarje. Vinjerac upravno pripada općini Posedarje od 1993. godine. Naselju pripada i nekoliko  zaseoka: Vučijaci (Magaši, Žunići, Ćoze, Srzentići).

## Zemljopis
Najviša točka vinjeračkog prostora je Lergova gradina (272 m) koja je najviši vrh Slivničkog bila. Obalna crta je razvedena, s mnogo uvala (Luka Vinjerac, Prva draga, Druga d., Treća d., Kozjača, Pekotića dražica, Pometna draga) i rtova (Puntica, rt Pometne drage, Trnovica, Obaljenica). Na površinu zemlje u Vinjercu izbijaju gornjokredne stijene u čijem su sastavu gornjocenomanski i turonski bioklastični rudistni vapnenci s hondrodontama (Chondrodonta joannae) i mikrofosilima (Nummoloculina heimi, Ovalveolina ovum, Dicyclina schlumbergeri). Ovi bijeli, svjetlosmeđi i ružičasti vapnenci s velikim udjelom CaCO3 čine jednoličnu seriju s lećama i interkalacijama pločaskog vapnenca. Zapadno od Ždrila, oko naselja Vinjerac, sedimenti su također gornjokredne starosti, ali u ovom slučaju radi se o rudistnim vapnencima Senona. Mlađe naslage paleogenskog vapnenca taložile su se transgresivno na Senonske bez lučnih diskonformiteta. Sastoje se od paleocenskih slatkovodnih Kozinskih vapnenaca, donjo- i gornjo-eocenskih morskih foraminiferskih (miliolidnih, alveolinskih i numulitnih) vapnenaca i eocensko-oligocenskih klastičnih i karbonatnih taložina s laporom te morskim i slatkovodnim okaminama, poznatih pod nazivom Promina naslage. Sve ove taložine, izuzetno krškog obilježja, kriju vjerojatno više krških pojava nego što se dosad zna. Neke od njih su: Mala Pećinica, Jamurka kod Jagodnjeg vrta, Jamurka kod Pekotića Dražice i Jama kod Posanjka. Osim vapnenačkih zona čiji su krški oblici dobro izraženi u krajoliku, mogu se naći i formacije terra rosse i boksita. Autohtona hrastova šuma potpuno je degradirana stoljetnim pretjeranim iskorištavanjem. Ipak, zahvaljujući novom načinu života, sječa i palež su smanjeni pa u nekim izdvojenim zonama vegetacija oživljava. Obilježja flore pokazuju dodir vazdazelene sredozemne vegetacije sa submediteranskom.

## Klima
Klimatske značajke pokazuju prevagu submediteranskih obilježja, ali i neke prave sredozemne utjecaje. Prosječna godišnja temperatura je oko 14 – 15 °C (siječanj 6,5 °C, srpanj 24 °C). Ima oko 1100 mm padalina godišnje. Najjači vjetar je bura koja zna biti i vrlo jaka, posebice zimi kada ponekad ima sva obilježja orkana. Bura nosi slane kapljice s morske površine na vinjeračku stranu Velebitskog kanala što uzrokuje velike štete poljodjelstvu, zgradama, brodicama i biljnom pokrovu. Ovdje nema značajnijih izvora vode pa je problem vodoopskrbe vrlo istaknut.

## Poznate osobe
- Dujam Kovačević, knez vinjerački.[6]
- Franjo Ćoza, (1680. – 1744.) franjevac, glagoljaš, upravitelj, obnovitelj te predstojnik franjevačkog samostana i crkve u Donjem Karinu.
- Josip-Vladislav Vežić (Veršić) (1825. – 1894.), hrvatski pjesnik i prevoditelj, pripadnik ilirskog pokreta, filozof i pravnik.
- Marko Veršić (1887. – 1960.), profesor hrvatskog jezika, političar, državni tajnik u Vladi Nezevisne Države Hrvatske, dužnosnik u Ministarstvu prosvjete NDH i zastupnik u Hrvatskom saboru. Istekom Drugog svjetskog rata biva zarobljen, a emigrirao je u Argentinu gdje je i umro.
- Ante Žmikić (1912. – 2000.), operni pjevač i vrsni kuhar.
- Josip Veršić (1928. – ), hrvatski glazbenik, ravnatelj zborova u Splitu i dobitnik većeg broja priznanja.
- Nevenko Žunić (1938. – ), suvremeni hrvatski slikar, hiperrealist.